# ジェクス (フランス)
ジェクス （Gex）は、フランス、オーヴェルニュ＝ローヌ＝アルプ地域圏、アン県のコミューン。

## 地理
ジュラ山脈の麓にあり、スイスに近接するジェクス地域は、ジュネーヴ都市圏の一部にあたる。
半大陸性気候で、寒い冬と温暖な夏がある。降水量は夏に集中する。

## 歴史
ジェクスは紀元前1800年頃から人が定住していた。ジェクスとその周辺には、勇猛な戦士の集団Gésates（鉄槍の一種gaesiumで武装していたためにこの名で呼ばれた）が住み着いていた。その後この町はローマに征服された。
13世紀、ジョアンヴィル領主がジェクスの主および裁判官となった。1292年11月、ジェクスの都市特権が成立した。これは市民の権利と義務を定義するものだった。1343年、ユーグ・ド・ジョアンヴィルはジェクスにカルメル会派修道院を建てた。同時に城壁に近接してサン＝ジョルジュ教会が建てられた。
1536年にベルン州軍に占領されたジェクスは、バイイ（代官）が指揮をとる代官区となった。1550年にジェクスは城壁で円形に囲まれたが、1590年にスペインと同盟したサヴォイア軍によって破壊された。
アンリ4世時代の1601年、ジェクスはフランスに併合された。フランス王は行政、徴税、公安、軍事、司法の責任を帯びたバイイを引き続き置いた。
1814年からジェクスは小郡庁所在地となった。18世紀のジェクス人口は2000人を数えた。市場を含む農業活動の継続で人口は19世紀以降も増加し続けた。
1952年以降、フォーシユ峠（fr）が往来可能となったことで、ミジュー・ラ・フォーシユを中心とした冬季観光がさかんとなった。現在、ジェクス人口の顕著な割合がスイス国境またはスイス国内で働いており、彼らは特に第三次産業に従事している。